# Kapitalinsats
Med kapitalinsats brukar avses de pengar, som en investerare själv lägger in i ett ekonomiskt projekt när det skall inledas. De vanligaste formerna av kapitalinsatser är aktiekapitalet i ett aktiebolag och insatsen i en ekonomisk förening, men även i mer tillfälliga affärer lägger en investerare ofta in en egen kapitalinsats tillsammans med de investeringar som görs på annat sätt, till exempel i form av lån från externa aktörer. Kapitalinsatsen kan bestå både av pengar och av apportegendom.
I ett företags redovisning bokförs kapitalinsatsen i balansräkningen, som eget kapital.